# 原平市
原平市（げんへい-し）は中華人民共和国山西省忻州市に位置する県級市。

## 歴史
秦代に雁門郡が設置されたのが市域における行政区画の初見である。前漢になると太原郡の下部に原平県が設置され、後漢以降は雁門郡の管轄とされた。
410年（永興2年）、北魏により原平県は現在の代県西部に移され（北斉により廃止）、秀容郡石城県が新設された。隋代になると590年（開皇10年）に石城県は平寇県、605年（大業元年）に崞県と改称され、唐代から金代にかけては代州の管轄とされた。元朝が成立すると1242年、崞県は崞州に昇格、冀寧路の管轄とされたが、1369年（洪武2年）、明朝は崞県に降格、太原府（1375年に代州に移管）の管轄とし清末まで沿襲された。
中華民国が成立すると府制廃止に伴い1912年（民国元年）に山西省直轄とされたが、北京政府が成立すると1913年（民国2年）に新設された雁門道に移管され、南京国民政府成立まで継承された。
1958年12月、崞県は原平県と改称、1993年6月に県級市に昇格し現在に至る。

## 行政区画
- 街道:南城街道、北城街道、吉祥街道、新原街道
- 鎮:同川鎮、蘇竜口鎮、崞陽鎮、大牛店鎮、閻荘鎮、軒崗鎮、雲水鎮
- 郷:子干郷、中陽郷、沿溝郷、大林郷、西鎮郷、王家荘郷、段家堡郷

## 交通
鉄道
- 同蒲線、京原線：原平駅